# Abandoned (Band)
Abandoned (engl. für herrenlos, verlassen) ist eine im Jahr 1999 gegründete deutsche Thrash-Metal-Band, die durch Auftritte mit Tankard und Destruction bekannt wurde.

## Geschichte
Die Band wurde 1999 von den beiden Gitarristen Eric „Kalli“ Kaldschmid (Revenant) und Holger „Holg“ Ziegler (Good Vibrations) gegründet, die anfangs alleine erste Songs schrieben. Im Frühjahr 2000 stießen die beiden auf Schlagzeuger Konrad „Conny“ Cartini (Ex-47 Million Dollars) und engagierten ihn. Zu dritt nahmen sie im gleichen Jahr die Demo Forcefed, in Kaldschmids Studio „Black Sound“ auf.
Durch eine Anzeige in einer Musikerbörse wurde man 2001 auf den jetzigen Bassisten Günter „Günt“ Auschrat (The New Black) aufmerksam. Im Jahr 2004 nahm das Quartett die EP Misanthrope auf, welche von der Heavy-Metal Zeitschrift Rock Hard zum „Demo des Monats“ April gekürt wurde.
Durch den Gewinn des „SimEvil“-Contests spielte die Band 2005 auf dem Rock Hard Festival. Dies brachte ebenso Auftritte auf dem Wacken Open Air sowie dem Earthshaker Festival ein. Abandoned wurde von dem Label Dockyard 1/Soulfood unter Vertrag genommen und nahm in einem Hamburger Studio das Debütalbum Thrash Notes auf, das im Februar 2006 veröffentlicht wurde. Im selben Jahr folgen Auftritte auf dem Bang-Your-Head-Festival, mit Nevermore, Raven und Beyond Fear.
Im Jahr 2007 wurde das zweite Album Thrash You! im „Kohlekeller-Studio“ unter der Leitung von Kristian Kohlmannslehner eingespielt und veröffentlicht.
2008 verließen Gitarrist Holger Ziegler und Schlagzeuger Konrad Cartini die Band und wurden durch den Gitarristen Fabian Schwarz (Runamok, The New Black, Ex-Stormwitch, Ex-Paradox) und den Schlagzeuger Sven „Zwänn“ Vormann (Ex-Destruction) ersetzt. Letzterer verließ allerdings schon Anfang 2009 wieder aus beruflichen Gründen die Band. Der Ende 2008 schon bei Konzerten eingesprungene Jan S. Mischon, der vorher bei Courageous Schlagzeug gespielt hatte, ersetzte ihn.

## Diskografie

### Demos/EPs
- 1999: Forcefed (4 Tracks) (Selbstveröffentlichung)
- 2004: Misanthrope (7 Tracks) (Selbstveröffentlichung)

### Alben
- 2006: Thrash Notes (via Dockyard 1/Soulfood)
- 2007: Thrash You! (via Dockyard 1/Soulfood)

## Auszeichnungen
- 2004: „Demo des Monats“ April in der Zeitschrift Rock Hard
- 2005: Gewinner des „SimEvil“-Bandwettbewerbs